# Дом для служащих Преображенского еврейского кладбища
Дом для служащих Преображенского еврейского кладбища — памятник архитектуры. Расположен в Невском районе Санкт-Петербурга, современный адрес дома — проспект Александровской Фермы, 66А.

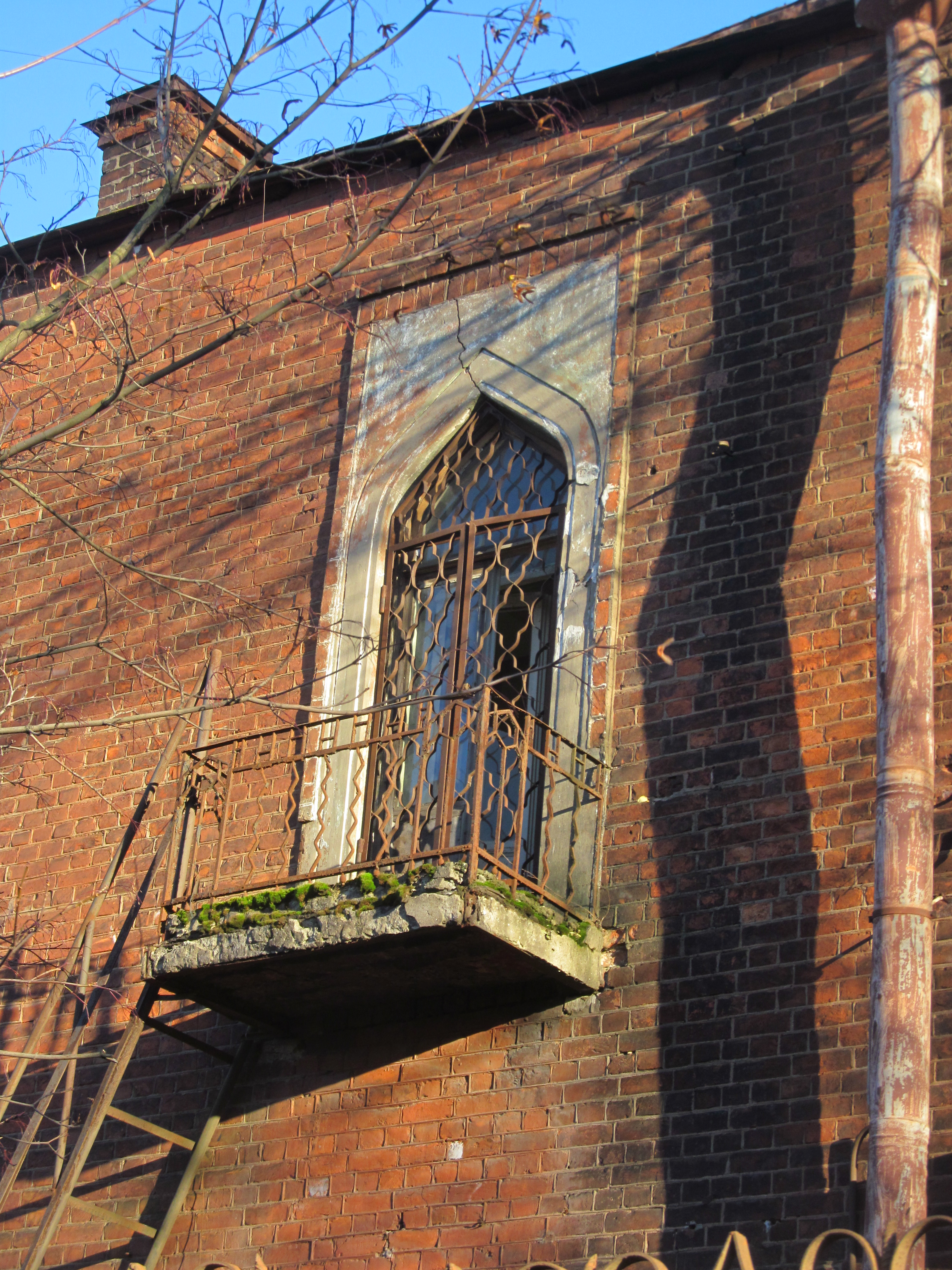

В 1900-х годах Петербургское еврейское общество (предоставившее средства на постройку, с особо большим вкладом М. А. Гинсбурга и Д. Г. Гинцбурга) организовало в 1907 году конкурс проектов кладбищенской синагоги, богадельни и дома для служащих. В жюри входили В. А. Косяков, Г. Д. Гримм, О. Р. Мунц, М. М. Перетяткович, В. А. Покровский, С. В. Беляев. Обладателем первой премии стал Я. Г. Гевирц (назначенный в 1908 году архитектором Еврейского кладбища), второй — М. И. Сегаль. Было рекомендовано приобрести проекты С. Г. Гингера и С. С. Серафимова, также в конкурсе участвовали Я. З. Блувштейн, А. З. Гринберг, О. Д. Зейлигер и Н. Д. Каценеленбоген.
Двухэтажный жилой дом построен в 1911 году. Это единый блок, лицевой фасад обращён к северу, на нём с помощью красного лицевого кирпича и светлой штукатурки прорисованы наподобие каркаса пилоны с перемычками и арочками, прочие стены не декорированы, окон на них почти нет, одна из глухих стен дополнена балконом и входом на него с порталом из светлого кирпича. У всех этажей, кроме цокольного, окна стрельчатые, что связывает внешний вид здания с видом Молельного дома.